# Десятка (фильм)
«Деся́тка» (или «10») — американская романтическая комедия Эдвардса Блейка. В 1979 году стал одним из самых кассовых хитов года.

## Сюжет
Известному и успешному композитору Джорджу Уэбберу (Дадли Мур) уже за сорок, но он так и не нашёл ещё женщину, с которой хотел бы связать свою жизнь. Однажды совершенно случайно он встречает девушку, которую оценивает на 11 баллов по 10-балльной шкале, хотя раньше и 10 никому не ставил. Но она выходит замуж, прямо в тот же день. Джордж не сдается — он отправляется в погоню за мечтой и в роскошном отеле в Мексике всё-таки получает то, о чём мечтал. Только оказывается, что это счастье на самом деле давно ждет его дома.

## В ролях
- Джули Эндрюс — Саманта Тэйлор
- Дадли Мур — Джордж Уэббер
- Бо Дерек — Дженни Харли
- Недра Волц — миссис Кисселл
- Роберт Уэббер — Хью
- Брайан Деннехи — Дон
- Ди Уоллес — Мэри Льюис
- Макс Шоуолтер — священник

## Съёмочная группа
- Режиссёр: Блейк Эдвардс
- Продюсер: Тони Адамс, Блейк Эдвардс
- Сценарист: Блейк Эдвардс
- Композитор: Генри Манчини, Морис Равель
- Оператор: Фрэнк Стенли